# Standards
『Standards』（スタンダーズ）は、中西保志1枚目のカバー・アルバム。2007年2月21日発売。発売元は徳間ジャパンコミュニケーションズ。

## 概要
レコード会社を移籍して8年半振りのアルバムは初のカバー集。代表曲のリメイク「最後の雨2007」収録。

## 収録曲
編曲：新川博（特記以外）京田誠一（1.3.6.8.9）
1. LOVE LOVE LOVE（4:16）[1]
2. あまく危険な香り（3:57）[1]
3. Missing（3:57）[1]
4. いっそ セレナーデ（3:50）[1]
5. 真夏の果実（4:51）[1]
6. もうひとつの土曜日（5:10）[1]
7. Everything（5:26）[1]
8. シングル・アゲイン（4:26）[1]
9. 春よ、来い（4:56）[1]
10. 言葉にできない（4:55）[1]
11. 桜色舞うころ（4:56）[1]
12. 最後の雨2007（4:55）[1]